# براد كروفورد
براد كروفورد (بالإنجليزية: Brad Crawford)‏ هو لاعب كرة القدم الكندية كندي، ولد في 4 فبراير 1987 في هاميلتون في كندا.